# Station Dobino Wałeckie
Station Dobino Wałeckie is een spoorwegstation in de Poolse plaats Dobino.